# Neutrale paralympische atleten op de Paralympische Winterspelen 2018
De atleten uit Rusland kwamen tijdens de Paralympische Winterspelen 2018 in Pyeongchang, Zuid-Korea uit onder Paralympische vlag, onder de noemer neutrale paralympische atleten.

## Medailleoverzicht
| Sport | Paralympiër | Onderdeel | Medaille |
| ----- | ----------- | --------- | -------- |
|       |             |           | Goud     |
|       |             |           | Zilver   |
|       |             |           | Brons    |

## Deelnemers en resultaten
(m) = mannen, (v) = vrouwen 

### Alpineskiën
| Paralympiër                               | Onderdeel                            | Resultaat | Prestatie      |
| ----------------------------------------- | ------------------------------------ | --------- | -------------- |
| Sergey Alexandrov                         | Reuzenslalom, staand (m)             | 29e       | 2:54.03        |
| Sergey Alexandrov                         | Slalom, staand (m)                   | 23e       | 2:16.36        |
| Alexander Alyabyev                        | Afdaling, staand (m)                 | 11e       | 1:30.41        |
| Alexander Alyabyev                        | Super G, staand (m)                  | 19e       | 1:31.83        |
| Alexander Alyabyev                        | Super G, staand (m)                  | DNF       | Niet gefinisht |
| Alexander Alyabyev                        | Reuzenslalom, staand (m)             | 15e       | 2:21.94        |
| Alexander Alyabyev                        | Slalom, staand (m)                   | 8e        | 1:43.52        |
| Alexey Bugaev                             | Afdaling, staand (m)                 | 7e        | 1:28.68        |
| Alexey Bugaev                             | Super G, staand (m)                  | 5e        | 1:28.47        |
| Alexey Bugaev                             | Supercombinatie, staand (m)          | Goud      | 2:10.56        |
| Alexey Bugaev                             | Reuzenslalom, staand (m)             | Zilver    | 2:13.49        |
| Alexey Bugaev                             | Slalom, staand (m)                   | DNF       | Niet gefinisht |
| Ivan Frantsev Gids: German Agranovskii    | Afdaling, visueel beperkt (m)        | 5e        | 1:30.72        |
| Ivan Frantsev Gids: German Agranovskii    | Super G, visueel beperkt (m)         | 5e        | 1:29.30        |
| Ivan Frantsev Gids: German Agranovskii    | Supercombinatie, visueel beperkt (m) | DNF       | Niet gefinisht |
| Ivan Frantsev Gids: German Agranovskii    | Reuzenslalom, visueel beperkt (m)    | 8e        | 2:21.39        |
| Ivan Frantsev Gids: German Agranovskii    | Slalom, visueel beperkt (m)          | DNF       | Niet gefinisht |
| Alexey Mikushin                           | Afdaling, staand (m)                 | 23e       | 1:35.67        |
| Alexey Mikushin                           | Super G, staand (m)                  | 26e       | 1:34.76        |
| Alexey Mikushin                           | Supercombinatie, staand (m)          | 13e       | 2:28.96        |
| Alexey Mikushin                           | Reuzenslalom, staand (m)             | 17e       | 2:25.42        |
| Alexey Mikushin                           | Slalom, staand (m)                   | 16e       | 1:57.48        |
| Valerii Redkozubov Gids: Evgeny Geroev    | Super G, visueel beperkt (m)         | 6e        | 1:31.26        |
| Valerii Redkozubov Gids: Evgeny Geroev    | Supercombinatie, visueel beperkt (m) | Brons     | 2:17.10        |
| Valerii Redkozubov Gids: Evgeny Geroev    | Reuzenslalom, visueel beperkt (m)    | 6e        | 2:20.22        |
| Valerii Redkozubov Gids: Evgeny Geroev    | Slalom, visueel beperkt (m)          | Brons     | 1:38.02        |
|                                           |                                      |           |                |
| Aleksandra Frantceva Gids: Semen Pliaskin | Reuzenslalom, visueel beperkt (v)    | 11e       | 2:50.33        |
| Aleksandra Frantceva Gids: Semen Pliaskin | Slalom, visueel beperkt (v)          | 10e       | 2:08.73        |
| Anastasiia Khorosheva                     | Reuzenslalom, staand (v)             | 14e       | 2:47.52        |
| Anastasiia Khorosheva                     | Slalom, staand (v)                   | 9e        | 2:15.32        |
| Mariia Papulova                           | Afdaling, staand (v)                 | 5e        | 1:36.12        |
| Mariia Papulova                           | Super G, staand (v)                  | 5e        | 1:37.11        |
| Mariia Papulova                           | Supercombinatie, staand (v)          | 4e        | 2:37.22        |
| Mariia Papulova                           | Reuzenslalom, staand (v)             | 7e        | 2:31.76        |
| Mariia Papulova                           | Slalom, staand (v)                   | 4e        | 2:01.36        |

### Biatlon
| Paralympiër                              | Onderdeel                    | Resultaat | Prestatie      |
| ---------------------------------------- | ---------------------------- | --------- | -------------- |
| Akzhana Abdikarimova                     | 6 km, zittend (v)            | 11e       | 25:42.7        |
| Akzhana Abdikarimova                     | 10 km, zittend (v)           | 10e       | 52:34.6        |
| Akzhana Abdikarimova                     | 12.5 km, zittend (v)         | 10e       | 1:00:33.8      |
| Natalia Bratiuk                          | 6 km, staand (v)             | 11e       | 20:00.6        |
| Natalia Bratiuk                          | 10 km, staand (v)            | 6e        | 39:57.5        |
| Natalia Bratiuk                          | 12.5 km, staand (v)          | 6e        | 43:07.9        |
| Nadezhda Fedorova                        | 6 km, zittend (v)            | 10e       | 24:54.4        |
| Nadezhda Fedorova                        | 10 km, zittend (v)           | 7e        | 47:21.5        |
| Marina Galitsyna Gids: Maksim Pirogov    | 6 km, visueel beperkt (v)    | 5e        | 21:17.8        |
| Marina Galitsyna Gids: Maksim Pirogov    | 10 km, visueel beperkt (v)   | 5e        | 47:37.5        |
| Irina Guliaeva                           | 6 km, zittend (v)            | 4e        | 22:22.4        |
| Irina Guliaeva                           | 10 km, zittend (v)           | Brons     | 44:25.5        |
| Irina Guliaeva                           | 12.5 km, zittend (v)         | 5e        | 0:52:15.5      |
| Maria Iovleva                            | 12.5 km, zittend (v)         | 0:57:12.2 |                |
| Natalia Kocherova                        | 6 km, zittend (v)            | 5e        | 22:41.1        |
| Natalia Kocherova                        | 10 km, zittend (v)           | 6e        | 47:07.5        |
| Natalia Kocherova                        | 12.5 km, zittend (v)         | 4e        | 0:51:53.1      |
| Mikhalina Lysova Gids: Alexey Ivanov     | 6 km, visueel beperkt (v)    | Goud      | 18:48.3        |
| Mikhalina Lysova Gids: Alexey Ivanov     | 10 km, visueel beperkt (v)   | Zilver    | 40:12.4        |
| Mikhalina Lysova Gids: Alexey Ivanov     | 12.5 km, visueel beperkt (v) | Goud      | 37:42.6        |
| Iuliia Mikheeva                          | 6 km, staand (v)             | 14e       | 21:54.2        |
| Iuliia Mikheeva                          | 10 km, staand (v)            | 10e       | 46:39.8        |
| Iuliia Mikheeva                          | 12.5 km, staand (v)          | 8e        | 45:39.5        |
| Anna Milenina                            | 6 km, staand (v)             | Zilver    | 17:28.1        |
| Anna Milenina                            | 10 km, staand (v)            | Zilver    | 35:30.0        |
| Anna Milenina                            | 12.5 km, staand (v)          | Goud      | 38:56.8        |
| Ekaterina Moshkovskaia Gids: Artem Norin | 6 km, visueel beperkt (v)    | 8e        | 24:24.2        |
| Ekaterina Moshkovskaia Gids: Artem Norin | 10 km, visueel beperkt (v)   | DNF       | Niet gefinisht |
| Ekaterina Moshkovskaia Gids: Artem Norin | 12.5 km, visueel beperkt (v) | 5e        | 56:21.5        |
| Ekaterina Rumyantseva                    | 6 km, staand (v)             | Goud      | 17:06.1        |
| Ekaterina Rumyantseva                    | 10 km, staand (v)            | Goud      | 34:10.0        |
| Ekaterina Rumyantseva                    | 12.5 km, staand (v)          | Zilver    | 39:00.6        |
| Marta Zaynullina                         | 6 km, zittend (v)            | 7e        | 23:12.0        |
| Marta Zaynullina                         | 10 km, zittend (v)           | Zilver    | 43:52.1        |
| Marta Zaynullina                         | 12.5 km, zittend (v)         | 6e        | 0:55:39.6      |

### Langlaufen
| Paralympiër                                                                       | Onderdeel                                          | Resultaat | Prestatie      |
| --------------------------------------------------------------------------------- | -------------------------------------------------- | --------- | -------------- |
| Akzhana Abdikarimova                                                              | 1.1 km sprint, zittend (v)                         | 14e       | 3:58.7         |
| Akzhana Abdikarimova                                                              | 5 km, zittend (v)                                  | 22e       | 23:52.8        |
| Akzhana Abdikarimova                                                              | 12 km, zittend (v)                                 | 16e       | 46:26.8        |
| Natalia Bratiuk                                                                   | 1.5 km sprint klassieke stijl, staand (v)          | 10e       | 4:40.6         |
| Natalia Bratiuk                                                                   | 7.5 km klassieke stijl, staand (v)                 | 14e       | 26:23.1        |
| Nadezhda Fedorova                                                                 | 1.1 km sprint, zittend (v)                         | 16e       | 4:04.8         |
| Nadezhda Fedorova                                                                 | 5 km, zittend (v)                                  | 4e        | 17:27.3        |
| Nadezhda Fedorova                                                                 | 12 km, zittend (v)                                 | 5e        | 39:46.5        |
| Marina Galitsyna Gids: Maksim Pirogov                                             | 1.5 km sprint klassieke stijl, visueel beperkt (v) | 5e        | 4:43.2         |
| Marina Galitsyna Gids: Maksim Pirogov                                             | 7.5 km klassieke stijl, visueel beperkt (v)        | 4e        | 23:34.5        |
| Marina Galitsyna Gids: Maksim Pirogov                                             | 15 km vrije stijl, visueel beperkt (v)             | DNF       | Niet gefinisht |
| Irina Guliaeva                                                                    | 5 km, zittend (v)                                  | 5e        | 17:43.2        |
| Irina Guliaeva                                                                    | 12 km, zittend (v)                                 | 6e        | 40:20.6        |
| Maria Iovleva                                                                     | 1.1 km sprint, zittend (v)                         | 6e        | 3:49.8         |
| Maria Iovleva                                                                     | 12 km, zittend (v)                                 | 7e        | 40:54.7        |
| Natalia Kocherova                                                                 | 1.1 km sprint, zittend (v)                         | 5e        | 3:40.2         |
| Natalia Kocherova                                                                 | 5 km, zittend (v)                                  | 8e        | 18:29.0        |
| Mikhalina Lysova Gids: Alexey Ivanov                                              | 1.5 km sprint klassieke stijl, visueel beperkt (v) | Zilver    | 4:36.8         |
| Mikhalina Lysova Gids: Alexey Ivanov                                              | 7.5 km klassieke stijl, visueel beperkt (v)        | Zilver    | 22:55.6        |
| Mikhalina Lysova Gids: Alexey Ivanov                                              | 15 km vrije stijl, visueel beperkt (v)             | Brons     | 0:52:29.2      |
| Iuliia Mikheeva                                                                   | 1.5 km sprint klassieke stijl, staand (v)          | 14e       | 4:54.7         |
| Iuliia Mikheeva                                                                   | 7.5 km klassieke stijl, staand (v)                 | 16e       | 27:05.4        |
| Anna Milenina                                                                     | 1.5 km sprint klassieke stijl, staand (v)          | Goud      | 4:43.4         |
| Anna Milenina                                                                     | 7.5 km klassieke stijl, staand (v)                 | 4e        | 22:32.3        |
| Anna Milenina                                                                     | 15 km vrije stijl, staand (v)                      | Zilver    | 0:50:55.6      |
| Ekaterina Moshkovskaia Gids: Artem Norin                                          | 1.5 km sprint klassieke stijl, visueel beperkt (v) | 6e        | 4:52.8         |
| Ekaterina Moshkovskaia Gids: Artem Norin                                          | 7.5 km klassieke stijl, visueel beperkt (v)        | 6e        | 24:40.4        |
| Ekaterina Moshkovskaia Gids: Artem Norin                                          | 15 km vrije stijl, visueel beperkt (v)             | 7e        | 0:58:43.9      |
| Ekaterina Rumyantseva                                                             | 1.5 km sprint klassieke stijl, staand (v)          | 7e        | 4:38.5         |
| Ekaterina Rumyantseva                                                             | 7.5 km klassieke stijl, staand (v)                 | Zilver    | 22:13.8        |
| Ekaterina Rumyantseva                                                             | 15 km vrije stijl, staand (v)                      | Goud      | 0:49:37.6      |
| Marta Zaynullina                                                                  | 1.1 km sprint, zittend (v)                         | Brons     | 3:37.5         |
| Marta Zaynullina                                                                  | 5 km, zittend (v)                                  | Brons     | 17:25.4        |
| Marta Zaynullina                                                                  | 12 km, zittend (v)                                 | 4e        | 39:09.0        |
|                                                                                   |                                                    |           |                |
| Irina Gulieva Anna Milenina Mikhalina Lysova Gids: Alexey Ivanov Marta Zaynullina | 4 x 2.5 km, estafette open                         | 6e        | 26:06.8        |
| Natalia Bratiuk Nadezhda Fedorova Natalia Kocherova Ekaterina Rumyantseva         | 4 x 2.5 km, estafette open                         | 11e       | 28:18.4        |

### Rolstoelcurling
| Paralympiër                                                                                  | Onderdeel     | Resultaat | Prestatie |
| -------------------------------------------------------------------------------------------- | ------------- | --------- | --- |
| Konstantin Kurokhtin Andrei Meshcheriakov Marat Romanov Daria Shchukina Alexander Shevchenko | Team, gemengd | 5e        | Groepsfase (5e) KOR - NPA: 6 - 5 GER - NPA: 9 - 4 NPA - FIN: 12 - 5 NPA - USA: 6 - 4 NOR - NPA: 6 - 2 NPA - GBR: 8 - 2 NPA - SVK: 7 - 5 CHN - NPA: 10 - 4 CAN - NPA: 5 - 4 SUI - NPA: 4 - 6 NPA - SWE: 3 - 7 |

### Snowboarden
| Paralympiër         | Onderdeel                  | Resultaat | Prestatie |
| ------------------- | -------------------------- | --------- | --------- |
| Vladimir Igushkin   | Snowboardcross, SB-LL2 (m) | 18e       | 1:18.58   |
| Vladimir Igushkin   | Slalom, SB-LL2 (m)         | 16e       | 1:08.50   |
| Mikhail Slinkin     | Snowboardcross, SB-UL (m)  | 16e       | 1:07.71   |
| Mikhail Slinkin     | Slalom, SB-UL (m)          | 10e       | 0:57.00   |
| Aleksandr Tsygankov | Snowboardcross, SB-LL2 (m) | 20e       | 1:45.70   |
| Aleksandr Tsygankov | Slalom, SB-LL2 (m)         | 19e       | 1:24.02   |

Andorra · Argentinië · Armenië · Australië · België · Bosnië en Herzegovina · Brazilië · Bulgarije · Canada · Chili · China · Denemarken · Duitsland · Finland · Frankrijk · Georgië · Griekenland · Groot-Brittannië · Hongarije · IJsland · Iran · Italië · Japan · Kazachstan · Kroatië · Mexico · Mongolië · Nederland · Nieuw-Zeeland · Noord-Korea · Noorwegen · Oekraïne · Oezbekistan · Oostenrijk · Polen · Roemenië · Servië · Slovenië · Slowakije · Spanje · Tadzjikistan · Tsjechië · Turkije · Verenigde Staten · Wit-Rusland · Zuid-Korea · Zweden · Zwitserland
Neutrale paralympische atleten